# Сандоз, Ясмина
Ясмина Сандоз (род. 31 октября 1975 года) — швейцарско-маврикийский политик, предприниматель и экологический активист. Известна своей деятельностью в области устойчивого деревянного строительства, цифровых инноваций и продвижения разнообразия в общественном дискурсе.

## Ранние годы и образование
Сандоз родилась в семье маврикийца и франко-польки. Она изучала международный бизнес в университете Лилля, включая стажировку в Пфорцхайме, и получила степень магистра в 1999 году. Позже она прошла постдипломное обучение по политической экологии в Лозаннском университете и по цифровым коммуникациям в Лозаннской школе отельного бизнеса.

## Карьера
Свою карьеру Сандоз начала в автомобильной промышленности, в том числе в Volkswagen, где работала над брендингом и платформенной коммуникацией. Затем она заняла должность в государственном секторе, работая в отделе экономического развития и туризма Совета департамента Вогезы во Франции.
После переезда в Швейцарию Сандоз занялась местной политикой и была избрана муниципальным советником в Экюблане (кантон Во), представляя Зелёную партию Швейцарии.
Сандоз также является руководителем в семейной международной компании по деревянному строительству, продвигающей принципы низкоуглеродного строительства и циклической экономики. Компания известна использованием неинвазивной диагностики для оценки состояния исторических деревянных конструкций и участием в реставрационных проектах, таких как Запретный город и Собор Парижской Богоматери.
Сандоз также активна в области технологий и кибербезопасности, поддерживая проекты по защите биометрических данных, включая системы аутентификации по венозному рисунку.

## Общественная деятельность
Сандоз выступает за права женщин и меньшинств и является участницей движения «Noircir Wikipédia», направленного на расширение представления африканских и афродиаспорных перспектив в Википедии.
Она регулярно участвует в конференциях и выставках, продвигая устойчивое развитие, особенно в сфере деревянного строительства.

## Признание
Сандоз включена в список самых влиятельных женщин в области деревянного строительства по версии отраслевого журнала «Filière Bois».